# Настоящие щитники
Настоящие щитники (лат. Pentatomidae) — семейство клопов. Чаще это клопы, в длину достигающие от 8 до 18 мм.

## Этимология
Название Pentatomidae происходит от др.-греч. pente (пять) + др.-греч. tomos (раздел), возможно, это связано с 5-члениковыми усиками.

## Описание
Тело овальное. Усики состоят из четырёх или пяти члеников, полунадкрылья цельные с пятью-двенадцатью жилками. Лапки двух- или трёхчлениковые.

## Экология
Многие представители подсемейства по особенностям питания относятся к фитофагам, и лишь Asopinae являются хищниками.

## Классификация
В мировой фауне насчитывается более 4841 видов и 939 родов этого семейства, которые подразделяются на девять подсемейств. В Европе встречаются 228 видов, в Средней Европе около 70 видов. В Северной Америке обитают 221 вид из 61 рода. Известно около 136 ископаемых видов, все они относятся к кайнозойской эре.
Выделяют несколько подсемейств, из которых Aphylinae часто придают статус семейства.
- Aphylinae Bergroth, 1906 — Австралия

1. Aphylus Bergroth, 1906
2. Neoaphylum Štys & Davidová-Vilímová, 2001

- Asopinae Spinola, 1850
  - Troilus Stål, 1868
- Cyrtocorinae Distant, 1880

1. Ceratozygum Horváth, 1916
2. Cyphothyrea Horváth, 1916
3. Cyrtocoris White, 1842
4. Pseudocyrtocoris Jensen-Haarup, 1926

- Discocephalinae Fieber, 1860
  - Discocephala Laporte, 1832
  - Ochlerus Spinola, 1837
- Edessinae Fieber, 1860

1. Anisoedessa Nunes & Fernandes, 2019
2. Brachystethus Laporte, 1833
3. Doesburgedessa Fernandes, 2010
4. Edessa Fabricius, 1803
5. Grammedessa Correia & Fernandes, 2016
6. Lopadusa Stål, 1860
7. Mediocampus Thomas, 1994
8. Neopharnus Van Duzee, 1910
9. Olbia (bug) Stål, 1862
10. Pantochlora Stål, 1870
11. Paraedessa Silva & Fernandes, 2013
12. Peromatus Amyot & Serville, 1843
13. Pharnus Stål, 1867
14. Plagaedessa Almeida & Fernandes, 2018
15. Platistocoris Rider, 1998
16. Praepharnus Barber & Bruner, 1932

- Pentatominae Leach, 1815
  - Bathycoelia Amyot & Serville, 1843
  - Pentatoma Olivier, 1789
- Phyllocephalinae Amyot & Serville, 1843
  - Cressona Dallas, 1851
  - Megarrhamphus Bergroth, 1891
  - Phyllocephala Laporte, 1833
  - Tetroda Amyot & Serville, 1843
- Podopinae Amyot & Serville, 1843
  - Graphosoma Laporte de Castelnau, 1833
  - Podops Laporte de Castelnau, 1833
- Serbaninae

1. Serbana borneensis Distant, 1906

- Stirotarsinae

1. Stirotarsus Bergroth, 1911

- incertae sedis

1. Antillosciocoris Thomas, 2005
2. Asopus Burmeister, 1834
3. Jostenicoris Arnold, 2011